# Pietro Orsini
 (décembre 2023).
Si vous disposez d'ouvrages ou d'articles de référence ou si vous connaissez des sites web de qualité traitant du thème abordé ici, merci de compléter l'article en donnant les références utiles à sa vérifiabilité et en les liant à la section « Notes et références ».
Pietro Orsini, né à Rome et mort vers 1073, est un cardinal italien de l'Église catholique. 

## Biographie
Orsini est prévôt  de la chapelle de St. Georges au palais du Latran et bibliothécaire de la Sainte-Église.
Il est créé cardinal-diacre en 1069 par Alexandre II. Nommé légat en Angleterre avec le cardinal Giovanni Minuzzo, il préside l'année suivante le premier concile de Winchester (en), qui dépose de nombreux évêques et abbés locaux au profit de candidats normands de Guillaume le Conquérant.